# Зайчук, Борис Павлович
Бори́с Па́влович Зайчу́к (род. 28 августа 1947) — советский легкоатлет, специалист по метанию молота. Выступал за сборную СССР по лёгкой атлетике в конце 1970-х годов, призёр первенств всесоюзного значения, бывший рекордсмен мира, финалист чемпионата Европы в Праге. Представлял Москву.

## Биография
Борис Зайчук родился 28 августа 1947 года.
Занимался лёгкой атлетикой в Казахской ССР под руководством Гертруды Рихардовны Майер.
Впервые заявил о себе на всесоюзном уровне в сезоне 1977 года, когда с результатом в 74,34 метра завоевал бронзовую медаль в метании молота на чемпионате СССР в Москве — уступил здесь только Александру Козлову и Валентину Дмитренко.
В июле 1978 года на соревнованиях в Москве установил мировой рекорд в метании молота, показал результат 80,14 метра — почти на метр превзошёл достижение немца Вальтера Шмидта и стал первым человеком, сумевшим метнуть снаряд дальше 80 метров. Рекорд, однако, не продержался и месяца — вскоре его побил другой немецкий спортсмен Карл-Ханс Рим. Также в этом сезоне Зайчук выиграл серебряную медаль на чемпионате СССР в Тбилиси, где был превзойдён Юрием Седых, и занял шестое место на чемпионате Европы в Праге.
Впоследствии переехал на постоянное жительство в Оттаву, Канада, работал тренером, регулярно принимал участие в различных мастерских соревнованиях, в частности в 2007 году на мастерском чемпионате мира в Италии установил мировой рекорд среди спортсменов старше 60 лет — 61,96 метра.